# Grand-Saint-Antoine (Nouveau-Brunswick)
Cet article concerne la localité canadienne. Pour le village voisin, voir Saint-Antoine (Nouveau-Brunswick). Pour les autres significations, voir Saint Antoine.
Pour le navire, voir Grand-Saint-Antoine (navire).
Grand-Saint-Antoine est un village du comté de Kent, au nord-est de la province canadienne du Nouveau-Brunswick. Le village a le statut de DSL sous le nom légale de Grand Saint-Antoine. Il comprend les hameaux de Haut-Saint-Antoine et de Renaud's Mills. Dans le cadre de la réforme de la gouvernance locale du 1er janvier 2023, le DSL a été annexé à ville de Champdoré.

## Toponyme

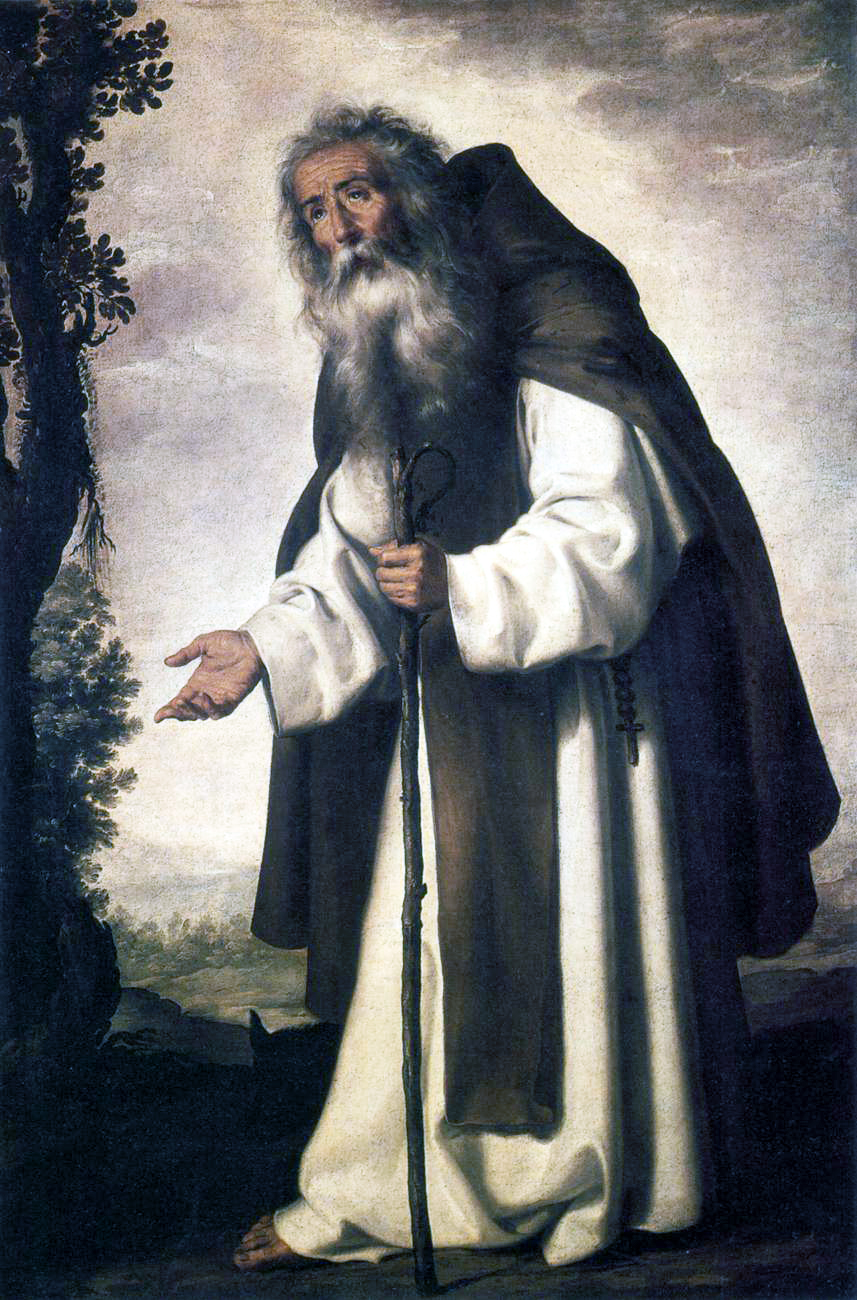
Antoine le Grand.

Le Grand-Saint-Antoine est nommé ainsi car il regroupe la banlieue du village de Saint-Antoine, lui-même nommé ainsi en l'honneur d'Antoine le Grand.
Le hameau de Haut-Saint-Antoine est nommé ainsi à cause de sa position près du village. Les Archives provinciales du Nouveau-Brunswick ne précisent pas l'origine du toponyme de Renaud's Mills.

## Géographie

Carte topographique du Grand-Saint-Antoine.

Le Grand-Saint-Antoine entoure le village de Saint-Antoine et est situé dans le pays de Gédaïque.
Le DSL est généralement considéré comme faisant partie de l'Acadie.

### Géologie
Le sous-sol du Grand-Saint-Antoine est composé principalement de roches sédimentaires du groupe de Pictou datant du Pennsylvanien (entre 300 et 311 millions d'années).

## Histoire
Le Grand-Saint-Antoine est situé dans le territoire historique des Micmacs, plus précisément dans le district de Sigenigteoag, qui comprend l'actuel côte Est du Nouveau-Brunswick, jusqu'à la baie de Fundy.
En 1825, le territoire est touché par les Grands feux de la Miramichi, qui dévastent entre 10 000 km2 et 20 000 km2 dans le centre et le nord-est de la province et tuent en tout plus de 280 personnes,.
Les Archives provinciales du Nouveau-Brunswick ne recensent aucune informations sur l'histoire de Renaud's Mills. Quant à Haut-Saint-Antoine, on sait qu'il y a eu un bureau de poste entre 1930 et 1955.

## Chronologie municipale

Évolution territoriale de la paroisse de Dundas après 1966.

## Économie
Entreprise Kent, membre du Réseau Entreprise, a la responsabilité du développement économique.

## Administration

### Comité consultatif
En tant que district de services locaux, le Grand-Saint-Antoine est administré directement par le Ministère des Gouvernements locaux du Nouveau-Brunswick, secondé par un comité consultatif élu composé de cinq membres dont un président.
Théodore Langis fut président du DSL pendant 26 ans.

### Commission de services régionaux
Le Grand-Saint-Antoine fait partie de la Région 6, une commission de services régionaux (CSR) devant commencer officiellement ses activités le 1er janvier 2013. Contrairement aux municipalités, les DSL sont représentés au conseil par un nombre de représentants proportionnel à leur population et leur assiette fiscale. Ces représentants sont élus par les présidents des DSL mais sont nommés par le gouvernement s'il n'y a pas assez de présidents en fonction. Les services obligatoirement offerts par les CSR sont l'aménagement régional, l'aménagement local dans le cas des DSL, la gestion des déchets solides, la planification des mesures d'urgence ainsi que la collaboration en matière de services de police, la planification et le partage des coûts des infrastructures régionales de sport, de loisirs et de culture; d'autres services pourraient s'ajouter à cette liste.

### Représentation et tendances politiques
Nouveau-Brunswick: Le Grand-Saint-Antoine fait partie de la circonscription provinciale de Kent-Sud, qui est représentée à l'Assemblée législative du Nouveau-Brunswick par Claude Williams, du Parti progressiste-conservateur. Il fut élu en 2001 puis réélu en 2003, en 2006 et en 2010.
 Canada: Le Grand-Saint-Antoine fait partie de la circonscription fédérale de Beauséjour. Cette circonscription est représentée à la Chambre des communes du Canada par Dominic LeBlanc, du Parti libéral.

## Vivre dans la Grand-Saint-Antoine
Le détachement de la Gendarmerie royale du Canada le plus proche est situé à Bouctouche. Le bureau de poste le plus proche est quant à lui à Saint-Antoine.
Les francophones bénéficient du quotidien L'Acadie nouvelle, publié à Caraquet, ainsi que de l'hebdomadaire L'Étoile, de Dieppe. Les anglophones bénéficient quant à eux des quotidiens Telegraph-Journal, publié à Saint-Jean et Times & Transcript, de Moncton.